# Чемпіонат світу з футболу 1930 (група 3)
Змагання у Групі 3 чемпіонату світу з футболу 1930 року проходили з 14 липня 1930 по 21 липня 1930 року. У групі змагалися три команди — збірні Уругваю, Румунії та Перу. За регламентом світової першості до її півфіналів виходили лише переможці кожної з чотирьох груп групового етапу. Переможцем, і відповідно учасником плей-оф, у Групі 3 став Уругвай, збірна-господар турніру і майбутній переможець цього дебютного чемпіонату світу, який виграв обидва свої матчі із загальним рахунком 5:0.

## Турнірне становище
| Команда | І | В | Н | П | Г+ | Г- | РГ | О |
| ------- | - | - | - | - | -- | -- | -- | - |
| Уругвай | 2 | 2 | 0 | 0 | 5  | 0  | +5 | 4 |
| Румунія | 2 | 1 | 0 | 1 | 3  | 5  | −2 | 2 |
| Перу    | 2 | 0 | 0 | 2 | 1  | 4  | −3 | 0 |

## Матчі

### Румунія — Перу
| 14 липня 1930 14:50 UYT (UTC−3:30) |

| Румунія                      | 3–1      | Перу               |
| ---------------------------- | -------- | ------------------ |
| Дешу 1' Станчу 79' Ковач 89' | Протокол | Соуса Феррейра 75' |

| Естадіо Посітос, Монтевідео Глядачів: 2,549 Арбітр: Альберто Варнкен (Чилі) |

| ВР                   |  | Йон Лепушняну        |
| ЗХ                   |  | Рудольф Бюргер       |
| ЗХ                   |  | Адальберт Штайнер    |
| ПЗ                   |  | Альфред Айзенбайссер |
| ПЗ                   |  | Емеріх Фогль (к)     |
| ПЗ                   |  | Ласло Раффінський    |
| НП                   |  | Ніколае Ковач        |
| НП                   |  | Адальберт Дешу       |
| НП                   |  | Рудольф Ветцер       |
| НП                   |  | Константин Станчу    |
| НП                   |  | Штефан Барбу         |
| Головний тренер:     |  |                      |
| Константин Редулеску |  |                      |

| ВР               |  | Хуан Вальдів'єсо       |     |
| ЗХ               |  | Маріо де лас Касас     |     |
| ЗХ               |  | Альберто Сорія         |     |
| ПЗ               |  | Пласідо Галіндо (к)    | 70' |
| ПЗ               |  | Домінго Гарсія         |     |
| ПЗ               |  | Альберто Денегрі       |     |
| НП               |  | Хуліо Лорес            |     |
| НП               |  | Алехандро Вільянуева   |     |
| НП               |  | Хосе Марія Лавальє     |     |
| НП               |  | Деметріо Нейра         |     |
| НП               |  | Луїс де Соуса Феррейра |     |
| Головний тренер: |  |                        |     |
| Франсіско Бру    |  |                        |     |

| Бокові арбітри: Джон Лангенус (Бельгія) Франсіско Матеуччі (Уругвай) |

### Уругвай — Перу
| 18 липня 1930 14:30 UYT (UTC−3:30) |

| Уругвай    | 1–0      | Перу |
| ---------- | -------- | ---- |
| Кастро 65' | Протокол |      |

| Естадіо Сентенаріо, Монтевідео Глядачів: 57,735 Арбітр: Джон Лангенус (Бельгія) |

| ВР               |  | Енріке Бальєстерос        |
| ЗХ               |  | Домінго Техера            |
| ЗХ               |  | Хосе Насассі (к)          |
| ПЗ               |  | Хосе Леандро Андраде      |
| ПЗ               |  | Лоренсо Фернандес         |
| ПЗ               |  | Альваро Хестідо           |
| НП               |  | Сантос Урдінаран          |
| НП               |  | Ектор Кастро              |
| НП               |  | Педро Петроне             |
| НП               |  | Педро Сеа                 |
| НП               |  | Вікторіано Сантос Іріарте |
| Головний тренер: |  |                           |
| Альберто Суппічі |  |                           |

| ВР               |  | Хорхе Пардон           |
| ЗХ               |  | Маріо де лас Касас     |
| ЗХ               |  | Антоніо Макілон (к)    |
| ПЗ               |  | Пласідо Галіндо        |
| ПЗ               |  | Альберто Денегрі       |
| ПЗ               |  | Едуардо Астенго        |
| НП               |  | Хуліо Лорес            |
| НП               |  | Алехандро Вільянуева   |
| НП               |  | Хосе Марія Лавальє     |
| НП               |  | Деметріо Нейра         |
| НП               |  | Луїс де Соуса Феррейра |
| Головний тренер: |  |                        |
| Франсіско Бру    |  |                        |

| Бокові арбітри: Тома Бальве (Франція) Анрі Крістоф (Бельгія) |

### Уругвай — Румунія
| 21 липня 1930 14:50 UYT (UTC−3:30) |

| Уругвай                                    | 4–0      | Румунія |
| ------------------------------------------ | -------- | ------- |
| Дорадо 7' Скароне 26' Ансельмо 31' Сеа 35' | Протокол |         |

| Естадіо Сентенаріо, Монтевідео Глядачів: 70,022 Арбітр: Алмейда Рего (Бразилія) |

| ВР               |  | Енріке Бальєстерос        |
| ЗХ               |  | Ернесто Маскероні         |
| ЗХ               |  | Хосе Насассі (к)          |
| ПЗ               |  | Хосе Леандро Андраде      |
| ПЗ               |  | Лоренсо Фернандес         |
| ПЗ               |  | Альваро Хестідо           |
| НП               |  | Пабло Дорадо              |
| НП               |  | Ектор Скароне             |
| НП               |  | Перегріно Ансельмо        |
| НП               |  | Педро Сеа                 |
| НП               |  | Вікторіано Сантос Іріарте |
| Головний тренер: |  |                           |
| Альберто Суппічі |  |                           |

| ВР                   |  | Йон Лепушняну        |
| ЗХ                   |  | Рудольф Бюргер       |
| ЗХ                   |  | Йосиф Цако           |
| ПЗ                   |  | Альфред Айзенбайссер |
| ПЗ                   |  | Емеріх Фогль (к)     |
| ПЗ                   |  | Корнеліу Робе        |
| НП                   |  | Ніколае Ковач        |
| НП                   |  | Адальберт Дешу       |
| НП                   |  | Рудольф Ветцер       |
| НП                   |  | Ласло Раффінський    |
| НП                   |  | Штефан Барбу         |
| Головний тренер:     |  |                      |
| Константин Редулеску |  |                      |

| Бокові арбітри: Альберто Варнкен (Чилі) Улісес Сауседо (Болівія) |